# Bahnstrecke Zadní Třebaň–Lochovice
| |                      |                                                |                                                |
| Kursbuchstrecke (SŽ): | 172                  |                                                |                                                |
| Streckenlänge: | 26,561 km            |                                                |                                                |
| Spurweite: | 1435 mm (Normalspur) |                                                |                                                |
| Maximale Neigung: | 26 ‰                 |                                                |                                                |
| Streckengeschwindigkeit: | 60 km/h              |                                                |                                                |
| |                      |                                                |                                                |
| \| \| \| von Furth im Wald (vorm. BWB) \| \| \| \| 0,000 \| Zadní Třebaň früher Hinter Třebaň \| 215 m \| \| \| \| nach Praha-Smíchov (vorm. BWB) \| \| \| \| 3,173 \| Běleč früher Bělč \| 275 m \| \| \| \| \| \| \| \| 5,151 \| Liteň früher Litten \| 310 m \| \| \| 7,945 \| Skuhrov pod Brdy \| 295 m \| \| \| 9,850 \| Nesvačily \| 310 m \| \| \| 11,832 \| Všeradice früher Wscheraditz \| 330 m \| \| \| 13,496 \| Vižina \| 350 m \| \| \| 16,008 \| Osov früher Wossow \| 380 m \| \| \| 18,726 \| Hostomice pod Brdy früher Hostomitz \| 355 m \| \| \| 21,089 \| Radouš früher Raddausch \| 330 m \| \| \| 22,490 \| Neumětely früher Neumettl \| 335 m \| \| \| \| Litavka \| \| \| \| \| von Zdice (vorm. Rakonitz–Protivíner Bahn) \| \| \| \| 26,561 \| Lochovice früher Lochowitz \| 320 m \| \| \| \| nach Protivín (vorm. Rakonitz–Protivíner Bahn) \| \| |                      |                                                |                                                |
| Strecke |                      | von Furth im Wald (vorm. BWB)                  | von Furth im Wald (vorm. BWB)                  |
| Bahnhof | 0,000                | Zadní Třebaň früher Hinter Třebaň              | 215 m                                          |
| Abzweig geradeaus und nach links |                      | nach Praha-Smíchov (vorm. BWB)                 | nach Praha-Smíchov (vorm. BWB)                 |
| Haltepunkt / Haltestelle | 3,173                | Běleč früher Bělč                              | 275 m                                          |
| Abzweig geradeaus und von links · Strecke von rechts |                      |                                                |                                                |
| Kopfbahnhof Streckenende · Strecke | 5,151                | Liteň früher Litten                            | 310 m                                          |
| Haltepunkt / Haltestelle | 7,945                | Skuhrov pod Brdy                               | 295 m                                          |
| Haltepunkt / Haltestelle | 9,850                | Nesvačily                                      | 310 m                                          |
| Haltepunkt / Haltestelle | 11,832               | Všeradice früher Wscheraditz                   | 330 m                                          |
| Haltepunkt / Haltestelle | 13,496               | Vižina                                         | 350 m                                          |
| Haltepunkt / Haltestelle | 16,008               | Osov früher Wossow                             | 380 m                                          |
| Bahnhof | 18,726               | Hostomice pod Brdy früher Hostomitz            | 355 m                                          |
| Haltepunkt / Haltestelle | 21,089               | Radouš früher Raddausch                        | 330 m                                          |
| Haltepunkt / Haltestelle | 22,490               | Neumětely früher Neumettl                      | 335 m                                          |
| Brücke über Wasserlauf |                      | Litavka                                        | Litavka                                        |
| Abzweig geradeaus und von rechts |                      | von Zdice (vorm. Rakonitz–Protivíner Bahn)     | von Zdice (vorm. Rakonitz–Protivíner Bahn)     |
| Bahnhof | 26,561               | Lochovice früher Lochowitz                     | 320 m                                          |
| Strecke |                      | nach Protivín (vorm. Rakonitz–Protivíner Bahn) | nach Protivín (vorm. Rakonitz–Protivíner Bahn) |

Die Bahnstrecke Zadní Třebaň–Lochovice ist eine regionale Eisenbahnverbindung in Tschechien, die ursprünglich als staatlich garantierte Lokalbahn Hinter Třeban–Lochowitz (tschech.: Místní dráha Zadní Třebaň–Lochovice) erbaut und betrieben wurde. Sie zweigt in Zadní Třebaň (Hinter Třebaň) von der Bahnstrecke Praha-Smíchov–Furth im Wald ab und führt am Fuß der Brdy nach Lochovice (Lochowitz), wo sie in die Bahnstrecke Protivín–Zdice einmündet.
Nach einem Erlass der tschechischen Regierung ist die Strecke seit dem 20. Dezember 1995 als regionale Bahn („regionální dráha“) klassifiziert.

## Geschichte

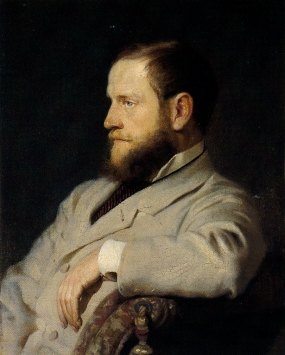
Josef Sebastian Ritter von Daubek

Am 31. März 1900 erhielten Josef Sebastian Ritter von Daubek, Gutsbesitzer in Litten und die Gemeinde Hostomitz die Konzession zum Baue und Betriebe einer als normalspurige Localbahn auszuführenden Locomotiveisenbahn von der Station Hinter Třeban der Staatsbahnlinie Prag–Furth i. W. nach Lochowitz zum Anschlusse an die Staatsbahnlinie Protivin–Zditz erteilt.  Das Aktienkapital der Gesellschaft betrug 776.000 Kronen in 3234 Stück Stammaktien zu je 200 Kronen und 646 Stück Prioritätsaktien zu je 200 Kronen. Am 30. August 1901 wurde die Strecke eröffnet. Den Betrieb führten die k.k. Staatsbahnen (kkStB) für Rechnung der Eigentümer aus.
Im Jahr 1912 wies der Fahrplan der Lokalbahn täglich drei gemischte Zugpaare 2. und 3. Klasse aus. Sie benötigten für die 34 Kilometer lange Strecke fast zwei Stunden.
Nach dem Zerfall Österreich-Ungarns im Oktober 1918 ging die Betriebsführung an die neu gegründeten Tschechoslowakischen Staatsbahnen (ČSD) über.
Am 1. Januar 1925 wurde die Lokalbahn Hinter Třeban–Lochowitz per Gesetz verstaatlicht und die Strecke wurde ins Netz der ČSD integriert.
Im Zweiten Weltkrieg lag die Strecke zur Gänze im Protektorat Böhmen und Mähren. Betreiber waren jetzt die Protektoratsbahnen Böhmen und Mähren (ČMD-BMB).

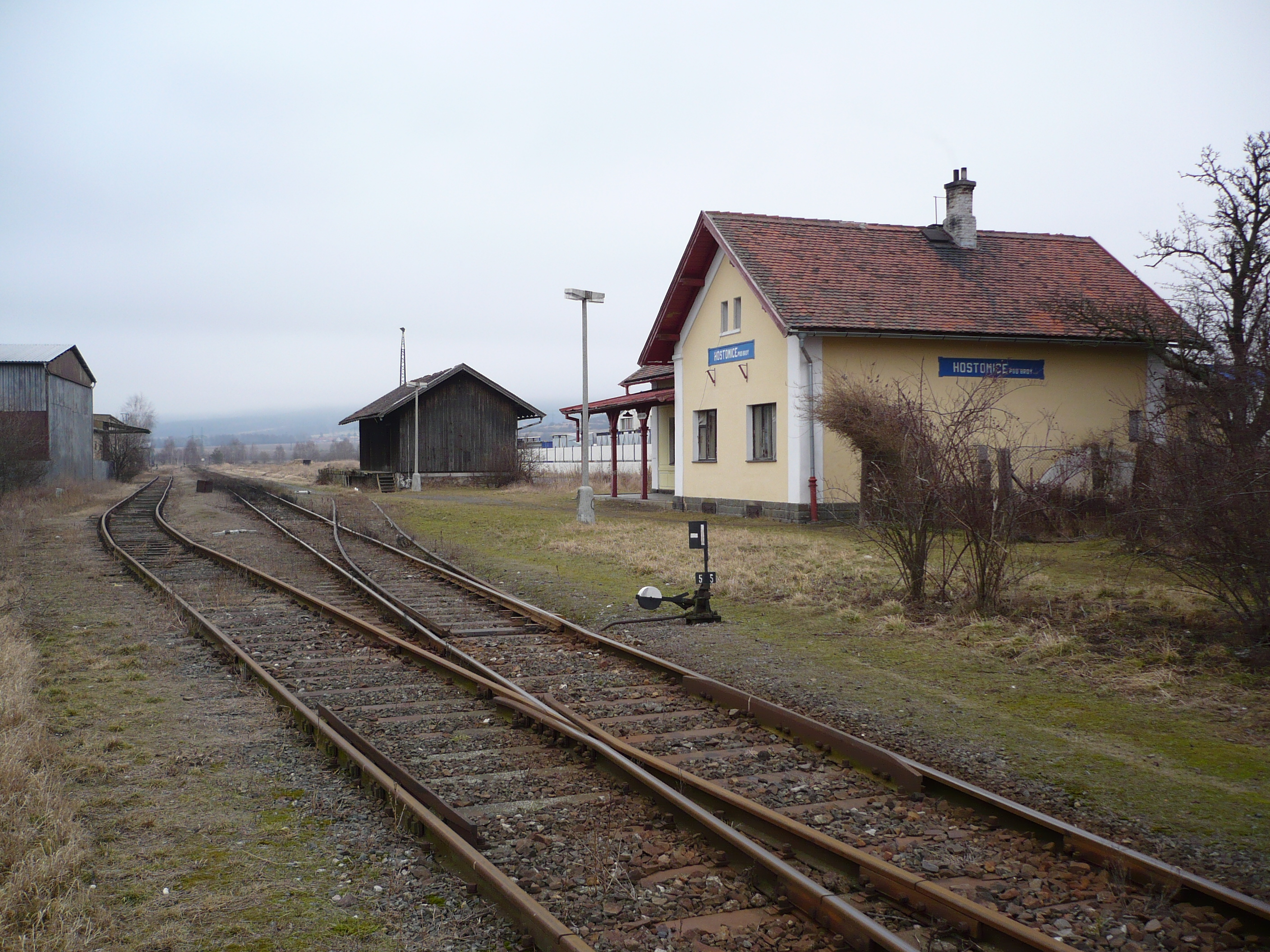
Bahnhof Hostomice (2009)

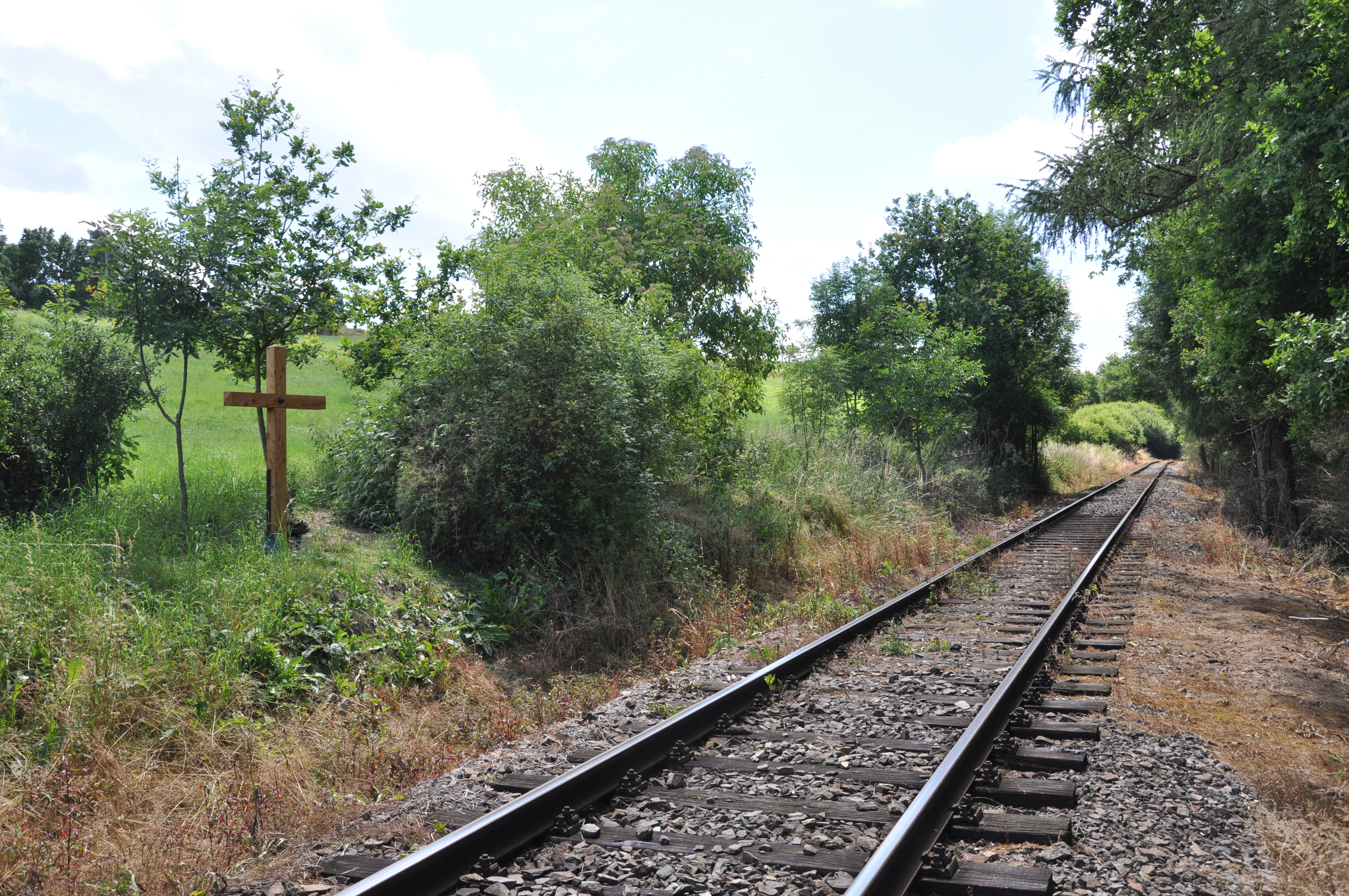
Ein schlichtes Holzkreuz markiert heute den Ort des tragischen Geschehens vom 21. April 1945. (2014)

Am 17. April 1945 flogen die US Army Air Forces einen schweren Luftangriff auf den Eisenbahnknoten Beroun, in dessen Ergebnis die wichtige Hauptbahn zwischen Pilsen und Prag bis zum Kriegsende unterbrochen war. Ein Teil der Züge wurde nun über die Bahnstrecke Zadní Třebaň–Lochovice umgeleitet. In der Nacht vom 20. zum 21. April war die Fahrt eines Militärzuges geplant, die aus unbekannten Gründen nicht stattfand. Eine in den Brdy-Wäldern aktive tschechische Widerstandsgruppe plante einen Sprengstoffanschlag auf diesen Zug. Irrtümlicherweise wurde jedoch der fahrplanmäßige Frühzug von Lochovice nach Zadní Třebaň angegriffen. Die Lokomotive und der erste, mit Milchkannen beladene Güterwagen entgleisten und stürzten am Kilometer 2,4 einen steilen Abhang hinunter. Der Heizer František Lhoták starb noch am Unfallort, der Lokomotivführer Václav Klíma erlag seinen schweren Verletzungen kurz darauf in einem Prager Krankenhaus. Die Lokomotive blieb noch über Wochen im Bachbett des Bělečský potok liegen, bis sie im Sommer 1945 geborgen werden konnte.
Am 9. Mai 1945 kam die Strecke wieder vollständig zu den ČSD.
Am 1. Januar 1993 ging die Strecke im Zuge der Auflösung der Tschechoslowakei an die neu gegründeten České dráhy (ČD) über. Seit 2003 gehört sie zum Netz des staatlichen Infrastrukturbetreibers Správa železniční dopravní cesty (SŽDC).
Der Fahrplan 2008 verzeichnete insgesamt sieben Zugpaare über die Gesamtstrecke, die in einem angenäherten Zweistundentakt verkehrten.
Seit 10. Dezember 2017 ist ein verbesserter Fahrplan in Kraft, der werktags einen Einstundentakt zwischen Zadní Třebaň und Liteň vorsieht.
Im Oktober und November 2020 fanden auf der Strecke umfassende Erneuerungsarbeiten mit einem Kostenrahmen von 75 Millionen Kronen statt. Elf Kilometer Strecke erhielten ein lückenloses Gleis, wofür 7600 Schwellen getauscht wurden. Die Haltestellen Radouš und Neumětely erhielten neue Bahnsteige mit einer Systemhöhe von 550 Millimetern über Schienenoberkante.

## Fahrzeugeinsatz

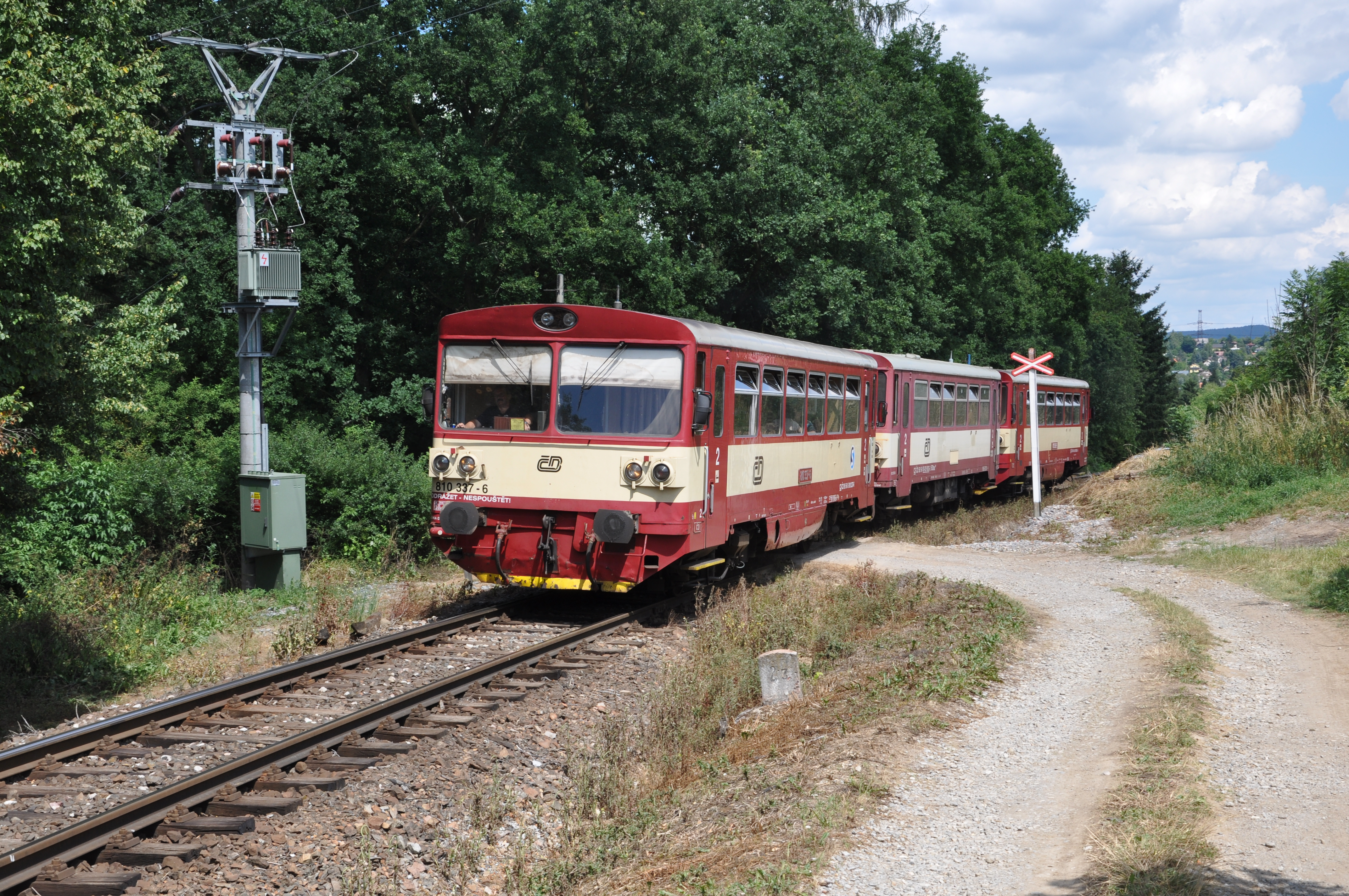
Reisezug mit ČD 810 bei Běleč (2014)

Für Rechnung der Lokalbahn Hinter Třeban–Lochowitz beschafften die kkStB zwei Lokomotiven der Reihe 97. Die Lokomotiven besaßen die Betriebsnummern 97.192 und 97.193. Nach der Verstaatlichung 1925 wurden die beiden leistungsschwachen Lokomotiven durch Schlepptenderlokomotiven der ČSD-Baureihe 324.2 (kkStB-Reihe 59) abgelöst, die in Rakovnik beheimatet waren. Später versahen  die 422.0 und 423.0 den Dienst auf dieser Strecke.
Der Triebwagenverkehr begann am 15. Mai 1928 mit den Motorwagen der ČSD-Baureihe M 120.2. Später verkehrten auf dieser Strecke auch Triebwagen der Baureihen M 120.3, M 120.4, M 130.1 und M 130.2. Von 1946 bis 1979 kamen die Motorwagen ČSD-Baureihe M 131.1 mit Beiwagen älterer Bauart zum Einsatz. Seitdem wird der Reisezugverkehr ausschließlich mit Triebwagen der ČD-Baureihe 810 abgewickelt.